# Stříbro
Stříbro (in tedesco Mies) è una città della Repubblica Ceca facente parte del distretto di Tachov, nella regione di Plzeň.